# Wojny bałkańskie
Wojny bałkańskie – dwa konflikty zbrojne na terenie Bałkanów, które wybuchły na początku XX wieku. Pierwszy z nich miał charakter wielonarodowej wojny wyzwoleńczej przeciwko Turcji. Drugi konflikt wybuchł na tle podziału terytoriów, uprzednio odebranych Imperium Osmańskiemu, w którym wojnę wywołała niezadowolona z podziału ziem Bułgaria, ulegając jednak koalicji sąsiednich państw.

## Geneza

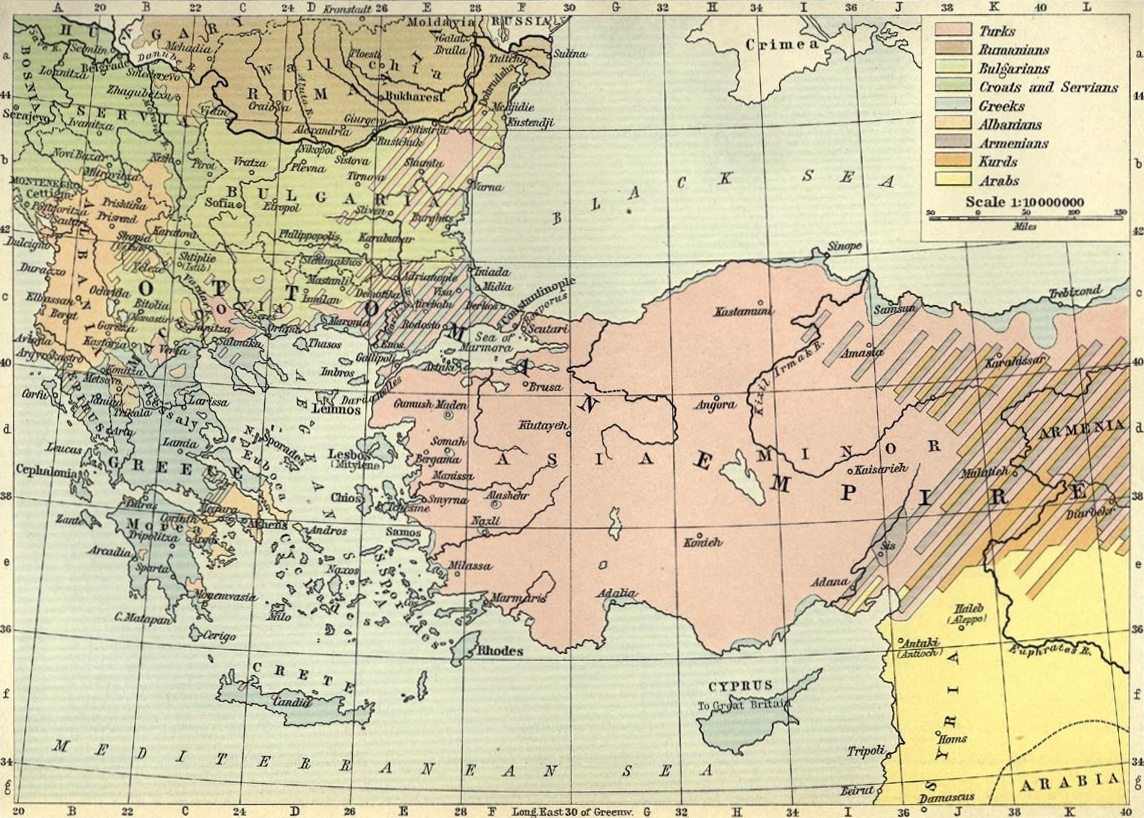
Mapa etniczna Półwyspu Bałkańskiego i Azji Mniejszej przed wojnami bałkańskimi (1911)

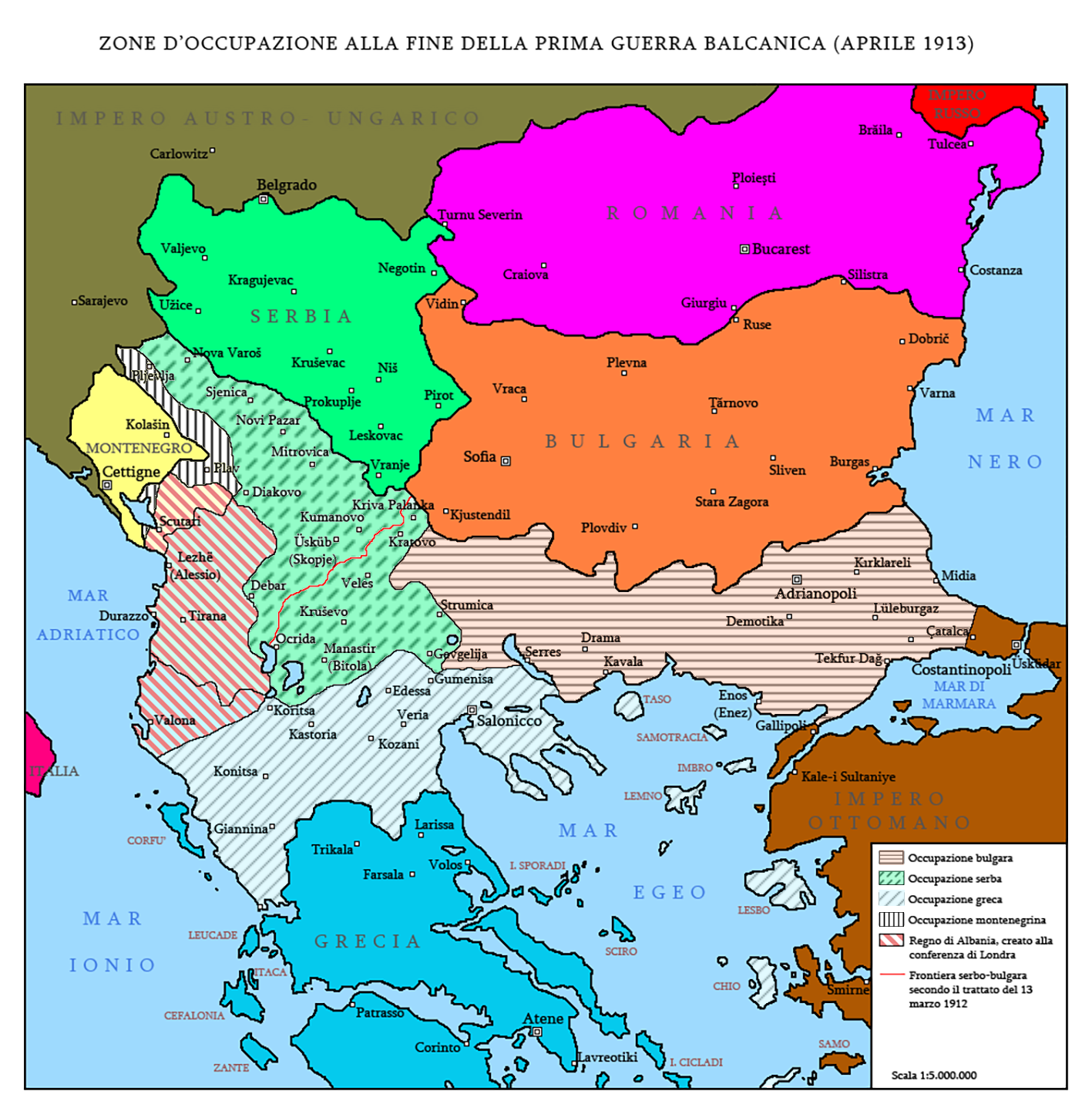
Podział terytorialny ustalony po I wojnie bałkańskiej. Okręg miasta Kawala wyzwoliło wojsko greckie, został jednak przekazany Bułgarii. Nie zaznaczono granicy bułgarsko-tureckiej (linia Enez-Midye)

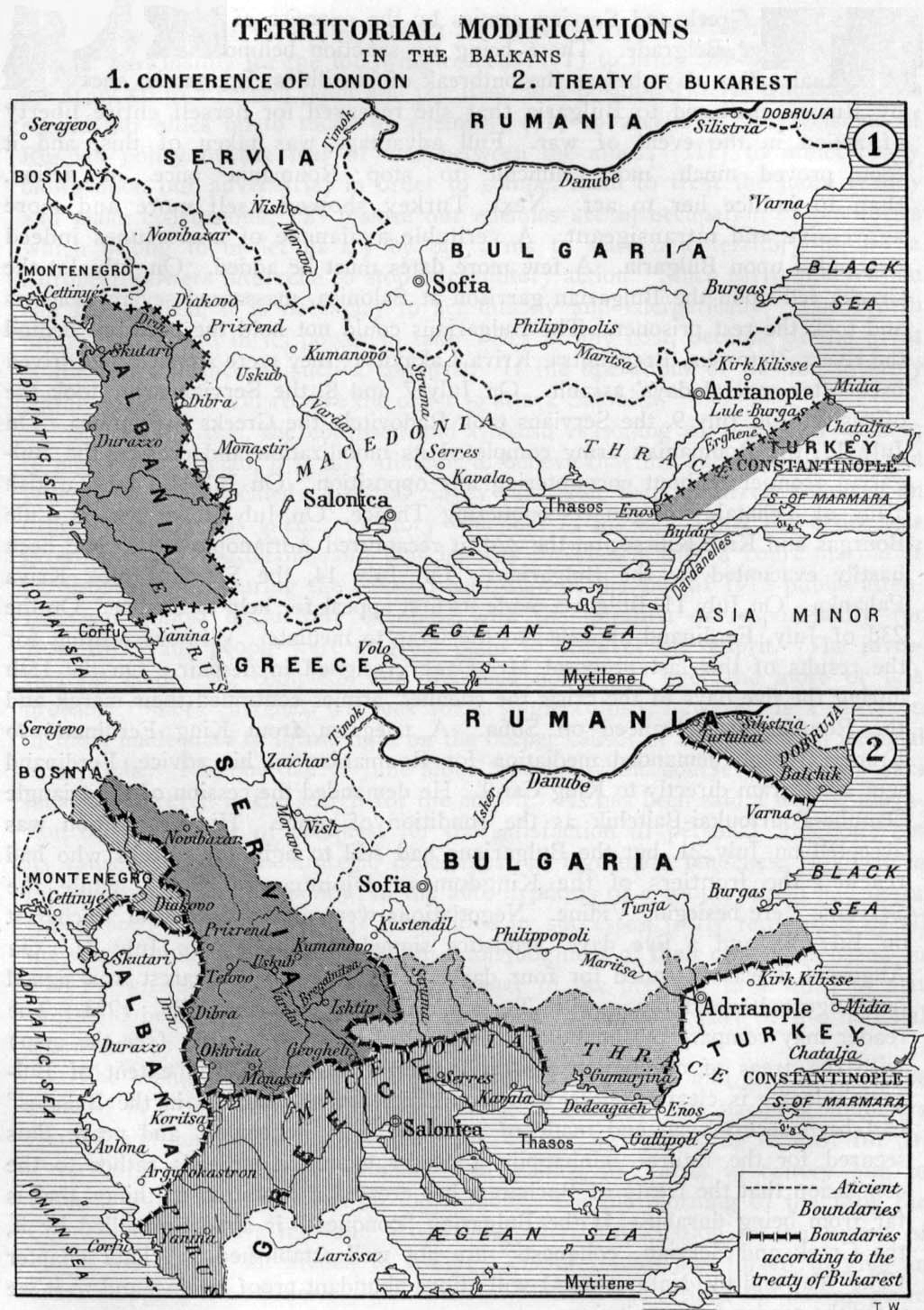
Zmiana granic na Bałkanach dokonana ostatecznie w wyniku wojen bałkańskich. Górna mapa przedstawia Bałkany przed obiema wojnami oraz, dodatkowo, zaznaczono na niej granicę bułgarsko-turecką po I wojnie bałkańskiej (linia Enez-Midye). Mapa nie przedstawia zajęcia przez Grecję większości wysp Morza Egejskiego (oprócz Dodekanezu)

Od początku lat 50. XIX wieku Imperium Osmańskie traciło swe wpływy na Bałkanach, co wynikało zarówno z jego wewnętrznej słabości, konfliktów z Rosją, jak i narodowych powstań miejscowej ludności. Powodowało to rosnące wpływy mocarstw oraz młodych państw bałkańskich. Głównymi graczami na tym terenie stały się Austro-Węgry i Rosja. Oba kraje w różny sposób tłumaczyły swe pretensje do tych ziem: Austro-Węgry – chęcią obrony swej integralności (szczególnie po rozpoczęciu okupacji Bośni i Hercegowiny w 1878), Rosja zaś – obroną ludności prawosławnej. Sytuację komplikowały także niemieckie wpływy w Rumunii, Bułgarii, Grecji i Turcji oraz brytyjskie w Grecji.
Sytuacja jednak była w miarę ustabilizowana aż do kryzysu bośniackiego wywołanego formalną aneksją Bośni przez Austro-Węgry 5 października 1908 roku. Wówczas zagrożona Serbia ostatecznie przesunęła się w kierunku obozu rosyjskiego. Wraz z francusko-niemieckim konfliktem o Maroko, Włochy, mając wolną rękę w sprawach kolonialnych, zaatakowały turecką Libię 29 września 1911 roku. Turcja  zgodziła się na niekorzystny rozejm z Włochami dopiero 18 października 1912 roku, zagrożona bezpośrednio wojną z krajami bałkańskimi, wobec konieczności wycofania wojsk z Libii na front bałkański.

## I wojna bałkańska
Wzrost rosyjskich wpływów w Bułgarii doprowadził do podpisania pod auspicjami cara Mikołaja II tajnego porozumienia antytureckiego przez Serbię i Bułgarię 13 marca 1912 roku. Oba kraje ustaliły również ewentualny podział zdobytych na Turcji ziem. Wyjątek stanowił około 60-kilometrowy obszar ziemi w Macedonii w okolicach rzeki Wardar. Teren ten miał podlegać arbitrażowi Mikołaja II po wojnie.
29 maja 1912 roku układ antyturecki zawarła Bułgaria i Grecja, a nieco później Czarnogóra i Serbia. Ostatnią umową był ustny układ czarnogórsko-bułgarski. Sieć porozumień stworzyła nieformalną „Ligę Bałkańską” (sojusz bałkański) wymierzoną przeciwko Turcji, ale również w pewnym stopniu przeciw Austro-Węgrom i Albańczykom.
Na początku października 1912 roku wybuchło antytureckie powstanie Albańczyków na obszarze obecnej północnej Albanii i zachodniego Kosowa. 8 października koalicja zaatakowała Turcję, która mimo koncentracji znacznych sił na Bałkanach i zajmowania nowoczesnych umocnień, powstałych pod kierunkiem specjalistów niemieckich, nie potrafiła się skutecznie bronić. 24 października Bułgarzy pokonali Turków pod Kirkkilise (obecnie Kirklareli), a 29 października pod Lüleburgaz. Serbowie 24 października zwyciężyli armię sułtana pod Kumanovem. Rozpoczęło się również serbsko-macedońskie powstanie w Macedonii. Tymczasem wojska serbskie wkroczyły do Kosowa i innych północnych ziem albańskich, tłumiąc tamtejszy zryw. W trakcie tych walk Serbowie wymordowali około 25 tys. Albańczyków, co odbiło się szerokim echem w Europie i utrudniło im aneksję tych terenów.
Grecy, po serii niespodziewanych zwycięstw na lądzie i morzu, już 8 listopada stanęli przed umocnieniami Salonik, doprowadzając do ich kapitulacji. O niewiele godzin drogi wyprzedzili w ten sposób wojska bułgarskie. Gdy część wyczerpanych walkami Bułgarów także wkroczyła następnie do Salonik, powitano ich jako gości greckich władz, udostępniających kwatery i szpitale sojusznikom. Wsparci przez swe okręty Grecy zdążyli jeszcze zająć Kawalę, odstępując ją następnie rozdrażnionym Bułgarom.
Ruszyła silna bułgarska ofensywa na Konstantynopol, a Turcy tymczasowo przenieśli stolicę do Ankary. Bułgarzy oblegali Adrianopol, lecz zostali powstrzymani na fortyfikacjach Czataldży. 3 grudnia Turcy poprosili o rozejm, który dzięki wysiłkom Brytyjczyków wszedł w życie następnego dnia. Rokowania toczyły się w Londynie, lecz zostały zerwane na krótko 16 grudnia, natomiast trwale zerwane zostały przez sułtana 3 lutego 1913 roku. W marcu Bułgarzy (z posiłkami serbskimi) zajęli Adrianopol, a Grecy silnie umocnioną Janinę i resztę pozostających jeszcze w rękach tureckich wysp Morza Egejskiego – pokonani Turcy poprosili 16 kwietnia o rozejm i pokój. 30 maja w Londynie zawarto pokój.
Na jego mocy Serbia otrzymała Kosowo i część Macedonii Wardarskiej, Grecja Macedonię Egejską, oprócz odstąpionego Bułgarii okręgu Kawali oraz większość wysp egejskich, w tym Kretę, Czarnogóra – tereny graniczące z nią do tej pory. Wbrew naciskom Serbii, która chciała również otrzymać Albanię z dostępem do morza, oraz Greków, uważających zajęty już Epir Północny za swe terytorium etniczne, utworzono niezależne Księstwo Albanii. Stało się tak na skutek silnej presji Austro-Węgier (wspieranych przez Niemcy), które obawiały się wzrostu znaczenia Serbii. Status Albanii nie był jednak do końca uregulowany (podobnie jak Sandżaku) – mocarstwa zachodnie liczyły, że rządzona przez osmańską dynastię Albania stanie się zależna od Turcji, dzięki czemu nie zostanie ona aż tak bardzo osłabiona (znaczną część armii sułtana stanowili Albańczycy). Pozostałe tereny zajęła Bułgaria, a jej granicę z Turcją miała stanowić linia miast Enez – Midye, na której zatrzymały się bułgarskie wojska.

## II wojna bałkańska
Bułgarzy uznali pokój londyński za niesprawiedliwy, gdyż uważali, że ich straty i wysiłek wojenny były największe, co winno zapewnić im większe nabytki w Macedonii. Twierdzili też, że ludność zamieszkująca Macedonię ze względu na bliskość etniczną i językową powinna znaleźć się w granicach państwa bułgarskiego. W nocy z 29 na 30 czerwca 1913 roku zaatakowali Greków i Serbów. Serbom z pomocą pospieszyli Czarnogórcy, a po kilku dniach Bułgarię zaatakowała Rumunia (żądająca południowej Dobrudży) i Turcja. Bułgarzy mimo bardzo ciężkich walk wkrótce musieli się cofnąć. Grecy oraz niebułgarscy Słowianie zarzucają im przy tym popełnienie masowych zbrodni wojennych na ludności cywilnej. Wobec ciężkich porażek militarnych, Bułgarzy w krótkim czasie poprosili o pokój. 10 sierpnia zawarto pokój w Bukareszcie.
Zgodnie z jego postanowieniami Bułgaria traciła:
- swą część Macedonii Wardarskiej, na rzecz Serbii,
- swą część Macedonii Egejskiej, na rzecz Grecji,
- południową Dobrudżę na rzecz Rumunii,
- fragmenty Wschodniej Tracji z Adrianopolem na rzecz Turcji.

## Skutki
W wyniku obu wojen Grecja zwiększyła swą ludność o 1,6 miliona, Serbia o 1,2 miliona, Bułgaria o 400 tys., a Rumunia i Czarnogóra o ponad 100 tys. Wojna znacznie osłabiła Turcję, ale również Bułgarię. Głównym politycznym zwycięzcą zostały Grecja i Serbia (choć kraje te nie zdołały podzielić uprzednio zajętego już terytorium Albanii). Grecja włączyła w swe granice niemal wszystkie wyspy Morza Egejskiego, prócz Dodekanezu w 1912 roku zajętego przez Włochy. Powstające od 1821 roku narodowe państwo Greków okazało się zwycięzcą w wielonarodowym, ponad tysiącletnim sporze o Macedonię Egejską. Po raz pierwszy objęło też granicami większą część etnicznie greckiej ludności. Możliwa wydawała się teraz Grekom szybka realizacja ich Wielkiej Idei. Serbia stała się Piemontem południowych Słowian – w szczególności zamieszkujących Austro-Węgry. Bułgaria wyszła spod wpływów Rosji. Zagrożone Niemcy i Austria odnowiły swą politykę „pozyskiwania” w stosunku do Rumunii, Bułgarii i Turcji, którą w ostatnich latach zaniedbały.

## Podsumowanie
Wojny bałkańskie całkowicie zmieniły Bałkany zarówno w sensie terytorialnym, jak i politycznym. Turcja przestała być liczącym się graczem i coraz wyraźniej stawała się proniemiecka. Rosja, która straciła znaczną część wpływów w pozostałych krajach, skoncentrowała się na politycznym wspieraniu i uzależnianiu Serbii. Ta poczuła się na tyle silna, że zaostrzyła swoją antyhabsburską politykę. Niemcy, widząc słabość Austrii, wyraźniej się z nią związali, co zmniejszyło znacznie jej (jako słabszego partnera) suwerenność. Narastające zawirowania w „bałkańskim kotle” i jego światowe reperkusje były bezpośrednią przyczyną I wojny światowej.